# ماسیمو فیکادنتی
ماسیمو فیکادنتی (انگلیسی: Massimo Ficcadenti؛ زادهٔ ۶ نوامبر ۱۹۶۷) بازیکن فوتبال اهل ایتالیا است.
از باشگاه‌هایی که در آن بازی کرده‌است می‌توان به باشگاه فوتبال هلاس ورونا، باشگاه فوتبال تورینو، و باشگاه فوتبال مسینا اشاره کرد.